# Mariel Hemingway

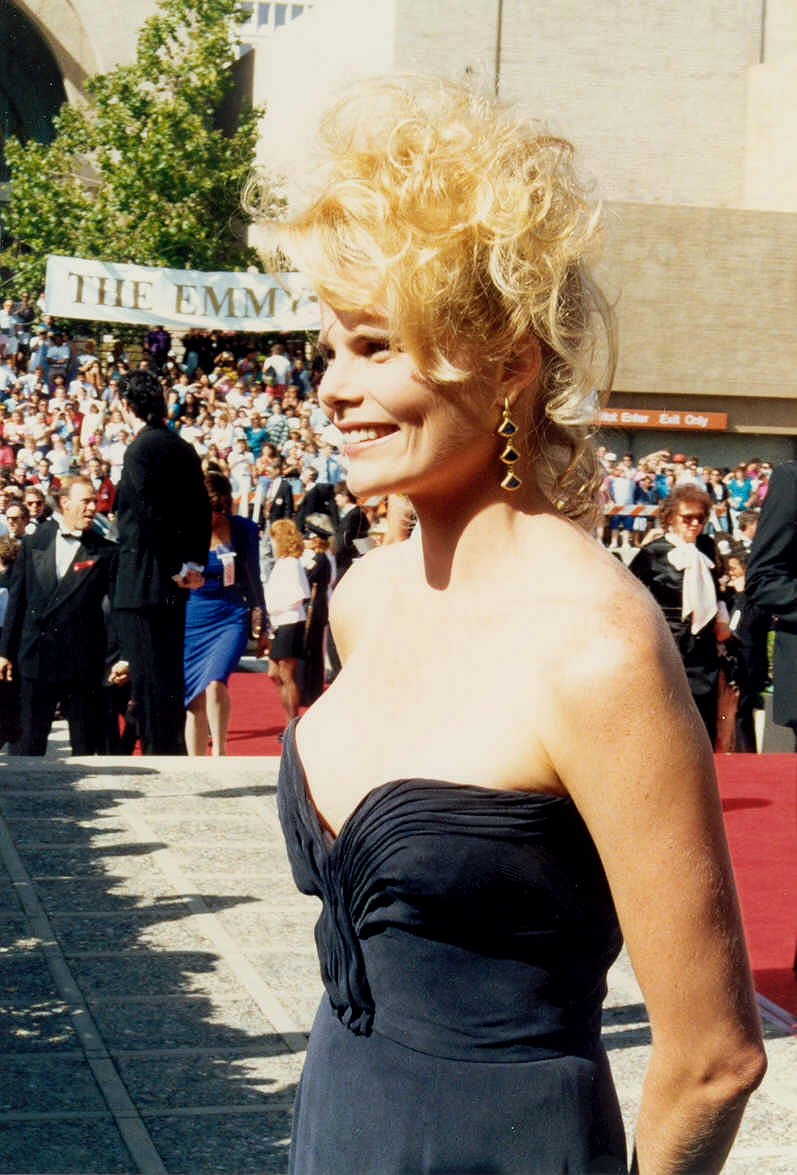
Mariel Hemingway en la alfombra roja en los premios Emmy (1992). Fotografía de Alan Light.

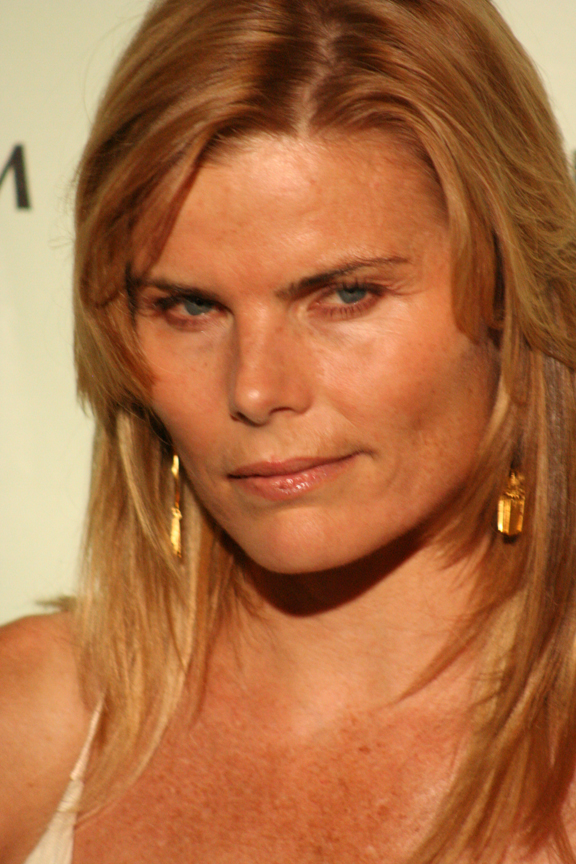
Mariel Hemingway en Farm Gala (2006).

Mariel Hemingway (Mill Valley, 22 de noviembre de 1961) es una actriz estadounidense.

## Infancia y primera juventud
Mariel Hadley Hemingway es hija de Byra Louise Whittlesey y de Jack Hemingway (escritor).
Su abuelo paterno fue el famoso escritor Ernest Hemingway y su hermana era Margaux Hemingway (1954-1996). Mariel nunca conoció a su abuelo, ya que él se suicidó varios meses antes de su nacimiento. Su primer nombre proviene del puerto cubano de Mariel, una aldea que su padre y su abuelo visitaban frecuentemente para pescar. Su segundo nombre proviene de su abuela paterna, la primera esposa de Ernest Hadley Richardson.
Mariel Hemingway creció en Ketchum (Idaho), donde vivía su padre y su abuelo paterno pasó mucho tiempo pescando y escribiendo.
Mariel también pasó parte de su adolescencia en Nueva York y Los Ángeles.

## Carrera
El primer papel de Hemingway fue con su hermana Margaux en la película Lipstick (1976). La película no fue consideraba muy buena, pero hubo varias apreciaciones acerca de la excelente actuación de Mariel y fue nominada como "Best Newcomer" (mejor novata) para los Globos de Oro de ese año.
El papel más importante de Hemingway fue en la película Manhattan (1979) de Woody Allen, en la que representaba a una estudiante de secundaria, amante de Allen; tenía 17 años durante la filmación y fue nominada para un premio Óscar como mejor actriz de reparto.
En la película Personal Best (1982) representó a una atleta bisexual, esta película tuvo algunas escenas de amor lésbicas que fueron bastante chocantes para la época.
Tiene un perfume, "Mariel", de H2O+.

## Vida personal
Hemingway se casó el 9 de diciembre de 1984 con el escritor y director Stephen Crisman; se divorciaron en 2008. Es madre de dos hijos: Dree Louise Hemingway, nacida en 1987, y Langley, nacida en 1996.

## Filmografía
- 1976: Lipstick: Kathy McCormick
- 1979: Manhattan: Tracy
- 1982: Personal Best: Chris Cahill
- 1983: Star 80: Dorothy Stratten
- 1985: Creator: Meli
- 1985: The Mean Season: Christine Connelly
- 1987: Amerika: Kimberly Ballard
- 1987: Superman IV: Lacy Warfield
- 1988: Steal the Sky: Helen Mason
- 1988: Sunset: Cheryl King
- 1991: Delirious: Janet Dubois/Louise
- 1992: Falling From Grace: Alice Parks
- 1994: Agárralo como puedas 33 1/3: Ella misma
- 1996: Bad Moon: Janet
- 1997: Deconstructing Harry: Beth Kramer
- 1999: The Sex Monster: Laura Barnes
- 1999: First Daughter: Alex McGregor
- 1999: American Reel: Disney Rifkin
- 2000: The Contender: Cynthia Charlton Lee
- 2001: Perfume: Leese Hotton
- 2005: Avión Presidencial 2: Agente Delaney
- 2006: In Her Line of Fire: Lynn Delaney
- 2007: Nanking como la misionera Minnie Vautrin
- 2008: The Golden Boys: Martha
- 2008: My Suicide: Charlotte Silver
- 2010: Ay Lav Yu Pamela
- 2012: Rise of the zombies Dra. Lynn Snyder teleserie
- 2013: Man Camp
- 2014: Lap Dance
- 2014: Unity sí mismo, como narradora, documental
- 2015: Papa: Hemingway in Cuba anfitriona
- 2016: Finding Fortune Madison teleserie

## Premios y reconocimientos
Premios Óscar
| Año  | Categoría               | Trabajo nominado | Resultado |
| ---- | ----------------------- | ---------------- | --------- |
| 1980 | Mejor actriz de reparto | Manhattan        | Nominada  |